# Ceraticelus innominabilis
Espèce
Ceraticelus innominabilis est une espèce d'araignées aranéomorphes de la famille des Linyphiidae.

## Distribution
Cette espèce est endémique d'Alaska aux États-Unis,.

## Publication originale
- Crosby, 1905 : A catalogue of the Erigoneae of North America, with notes and descriptions of new species. Proceedings of the Academy of Natural Sciences of Philadelphia, vol. 57, p. 301-343 (texte intégral).